# 清水ちか
清水 ちか（しみず ちか、1999年7月13日 - ）は、日本の元ジュニアアイドルである。
神奈川県出身。アウトラン4871所属。TIMEのメンバーとしても活動していた。

## 略歴
2012年2月、セブ島にて撮影されたDVD『ちか好きすぎ』をリリース。同年6月、バリ島にて撮影されたDVD『ちかチャン みつめて〜』をリリースする。7月には、DVD『無色』をリリースした。

## 人物
- 「しゃべると子供、しゃべらないと大人っぽい」と言われることがあるという[6]。
- DVD『Pureteen』で清水と共演している水野舞は彼女について「優しくて可愛くて天然」と語っている[7]。

## 作品

### DVD
- キラキラチカチカ（2011年10月28日、東京文化出版）
- ちかがいっぱい（2011年12月16日、東京文化出版）
- ちかがはいってる〜（2012年1月20日、東京文化出版）
- ちか好きすぎ（2012年2月28日、彩文館出版）
- ちかちゃん12才（2012年3月16日、東京文化出版）
- 出会って1秒で チカチ〜ン（2012年4月6日、東京文化出版）
- ちかチャン みつめて〜（2012年6月1日、東京文化出版）
- ちかね、ぺろぺろちゃんなの（2012年7月6日、東京文化出版）
- 無色（2012年7月23日、ギルド）
- ちかのランドセル日記（2012年8月30日、彩文館出版）
- ちかチャン きもちいい（2012年9月7日、東京文化出版）
- 可憐（2012年10月20日、東京文化出版）
- 放課後デート（2012年11月16日、東京文化出版）
- クラスメイト（2013年2月22日、竹書房）
- 清水ちか クラスのセンター!!!（2013年5月29日、イメージクリエーター）
- 一番ちかくの君 （2013年8月27日、彩文館出版）
- クラスのセンター!!! 清水ちか2 （2013年10月04日、イメージクリエーター）
- クラスのセンター!!! 清水ちか 3（2013年12月1日、イメージクリエーター）
- クラスのセンター!!! 清水ちか 4（2014年3月14日、イメージクリエーター）
- ちかづきたいの（2014年8月25日、eic-books）
- クラスのセンター!!! 清水ちか5（2014年10月3日、イメージクリエーター）
- クラスのセンター!!! 清水ちか6（2014年12月19日、イメージクリエーター）
- ちかくにいてね（2015年2月25日、eic-books）
- 渋谷区立原宿ファッション女学院 番外編 ソロイメージ（2015年4月16日、オルスタック販売）
- クラスのセンター!!! 清水ちか7（2015年6月1日、イメージクリエーター）

共演
- Pure teen（2012年2月17日、東京文化出版）共演：水沢えり子
- Pure teen（2012年3月2日、東京文化出版）共演：水野舞
- 東京どっかん vol.3（2012年3月30日、エンジェル）共演：佐々木みゆう、水沢えり子、水野舞、吉岡なつき
- Pure teen（2012年5月4日、東京文化出版）共演：佐々木みゆう
- 青春ラプソディ。イメージ編 虹色スマイル キミにときめき、胸が張りさけそう!（2012年8月18日、ホットトマトカム）共演：東海林藍 他

### 写真集
- Pure teeen TIME（2013年2月26日、三和出版）ISBN 978-4776909699
- 君に、片思い。（2013年6月29日、海王社、撮影:青山裕企）ISBN 978-4796404457

## 出演

### アイドルユニット
- TIME（メンバー：佐々木みゆう、水沢えり子、水野舞、清水ちか）
  - 1stシングル「CUTIE☆CUTIE」（発売レーベル：アテナ音楽出版）

### ラジオ
- 渋谷区立原宿ファッション女学院（2014年10月3日 - 、FM-FUJI）

### オリジナルビデオ
- 青春ラプソディ。ときめきウォーターガール[8]（2012年7月20日、ホットトマトカム）